# Pilocarpus
Пілокарпус (лат. Pilocarpus) — рід вічнозелених дерев і чагарників родини Рутові (Rutaceae), що ростуть в тропіках Америки (Бразилія) і Вест-Індії.
Листки непарноперисті (1-4-парні), на них добре помітні масляні залозки.
Квітки зібрані в довгі кінцеві або пазушні суцвіття — колоски.
Листя пілокарпусу дрібнолистого (Pilocarpus microphyllus), рідше — пілокарпусу перистолистого (Pilocarpus pennatifolius) і деяких інших видів містять алкалоїд пілокарпін (похідне імідазолу) і є джерелом його промислового отримання.
У медичній практиці застосовують пілокарпіна гідрохлорид для зниження внутрішньоочного тиску. Раніше використовувався як потогінний засіб і зовнішньо для зміцнення і зростання волосся; в гомеопатії — як зневоднюючий засіб.